# Chelifera vockerothi
Chelifera vockerothi är en tvåvingeart som beskrevs av Vaillant och Chvala 1973. Chelifera vockerothi ingår i släktet Chelifera och familjen dansflugor. Inga underarter finns listade i Catalogue of Life.